# 샤르헤이 슌지카우
샤르헤이 빅타라비치 슌지카우(벨라루스어: Сяргей Віктаравіч Шундзікаў, 러시아어: Серге́й Ви́кторович Шундиков 세르게이 빅토로비치 슌디코프[*], 1981년 9월 7일~)는 벨라루스의 전직 유도 선수이다. 2004년 하계 올림픽과 2008년 하계 올림픽 남자 하프미들급에 참가했고 세계 선수권 대회에서 은메달 1개를 획득했다.

## 수상

### 수훈
- 명예 벨라루스 체육 명인